# Eupogonius knabi
Eupogonius knabi är en skalbaggsart som beskrevs av Fisher 1925. Eupogonius knabi ingår i släktet Eupogonius och familjen långhorningar. Inga underarter finns listade i Catalogue of Life.